# Gravitonas
Гравитонас (англ. Gravitonas) — шведская синтипоп-группа, образована в 2009 году, подписала контракт с Universal Music во всем мире в 2010 году. Солист группы — вокалист Андреас Орн и музыкальный продюсер и композитор Александр Бард (известный по группам Army Of Lovers, Vacuum, Alcazar, BWO и др). Их дебютный сингл «Kites» был выпущен в апреле 2010 года и провел четыре месяца подряд в Топ 10 шведских танцевальных чартов. Релиз содержал ремиксы от ряда ведущих электронных проектов Скандинавии, таких как Dada Life и SoundFactory.
Второй релиз, The Hypnosis EP, был выпущен в цифровом виде Universal Music в более чем 70 странах на 18 августа 2010 года, он содержит второй сингл группы «Religious» как главную песню. «Religious» вошел в русский Hot 100 Chart в ноябре 2010 года.
Третий релиз, The Coliseum EP, был выпущен в цифровом виде 3 ноября 2010 года, он содержит сингл и видео «You Break Me Up». Дебютный альбом Gravitonas планируется к выпуску во втором квартале 2011 года.
Gravitonas быстро стали ведущим именем в скандинавской электронной музыке, их часто связывают с такими артистами, как Robyn, The Knife, The Sound of Arrows и Miike Snow, с которыми они уже выступали несколько раз. Их первый американский релиз запланирован Universal Music на январь 2011.
Вокалист Андреас Орн со времени запуска Gravitonas также сделал успешную карьеру как автор песен и продюсер для других артистов, включая хит № 1 для японской мальчиковой группы Hey! Say! JUMP.
14 марта 2011 года состоялся российский релиз сингла Gravitonas и Ромы Кенги «Everybody Dance». Это эксклюзивный шведско-российский продакшн, созданный усилиями Universal Music Russia, шведского лейбла SoFo Records, Lionheart Sweden, Universal Music Sweden и компании Perpetuum Music, мировой релиз состоялся 25 мая 2011 года.

## Дискография

### EP(Мини-альбомы)
- Lucky Star EP, релиз 14 сентября 2011 года
- Everybody Dance, релиз 25 мая 2011 года
- Fanworks EP, релиз 25 мая 2011 года
- Coliseum EP, релиз 3 ноября 2010 года
- Religious - The Remixes EP, релиз 25 сентября 2010 года
- Hypnosis EP, 18 релиз сентября 2010 года
- Garden of men and machines EP, релиз 19 февраля 2014 года

### Синглы
- «Lucky Star», релиз 7 сентября 2011 года
- «Everybody Dance», совместно с Ромой Кенга, релиз 14 марта 2011 года
- «You Break Me Up», релиз 3 ноября 2010 года
- «Religious», релиз 25 августа 2010 года
- «Kites», релиз 28 апреля 2010 года

### Музыкальное видео
- 2012 — «Incredible»
- 2012 — «The Pain We Love To Hide»
- 2012 — «Call Your Name»
- 2011 — «Lucky Star»
- 2011 — «Everybody Dance»
- 2011 — «You Break Me Up»
- 2010 — «Religious»
- 2010 — «Kites»